# Noviherbaspirillum massiliense
Noviherbaspirillum massiliense es una especie de bacteria gramnegativa del género Noviherbaspirillum. Fue descrita en el año 2017. Su etimología hace referencia a Massilia, antiguo nombre de Marsella. Anteriormente conocida como Herbaspirillum massiliense, que se describió en el 2012. Es gramnegativa, aerobia y móvil por varios flagelos polares. Tiene un tamaño de 0,4 μm de ancho. Crece en agar sangre, R2A, TSA y BHI, pero no en MacConkey ni agar marino. Temperatura de crecimiento entre 20-40 °C, óptima de 28-37 °C. Catalasa negativa y oxidasa positiva. Tiene un genoma de 4,18 Mpb y un contenido de G+C de 59,7%. Se ha aislado de heces de un paciente sano en Senegal.